# Менискус (физика)
Менискусът (от гръцкото Μηνίσκος, „menískos“ – „полумесец“) е физично явление: изкривяването на свободната повърхност на течността в близост до стените на съда, особено лесно наблюдавано при тесни капилярни отвори. Дължи се на повърхностното напрежение и зависи както от вида на течността, така и от веществото на контейнера, и може да се изрази както във вдлъбната, така и в изпъкнала повърхност.